# Mörtsjön (Föllinge socken, Jämtland)

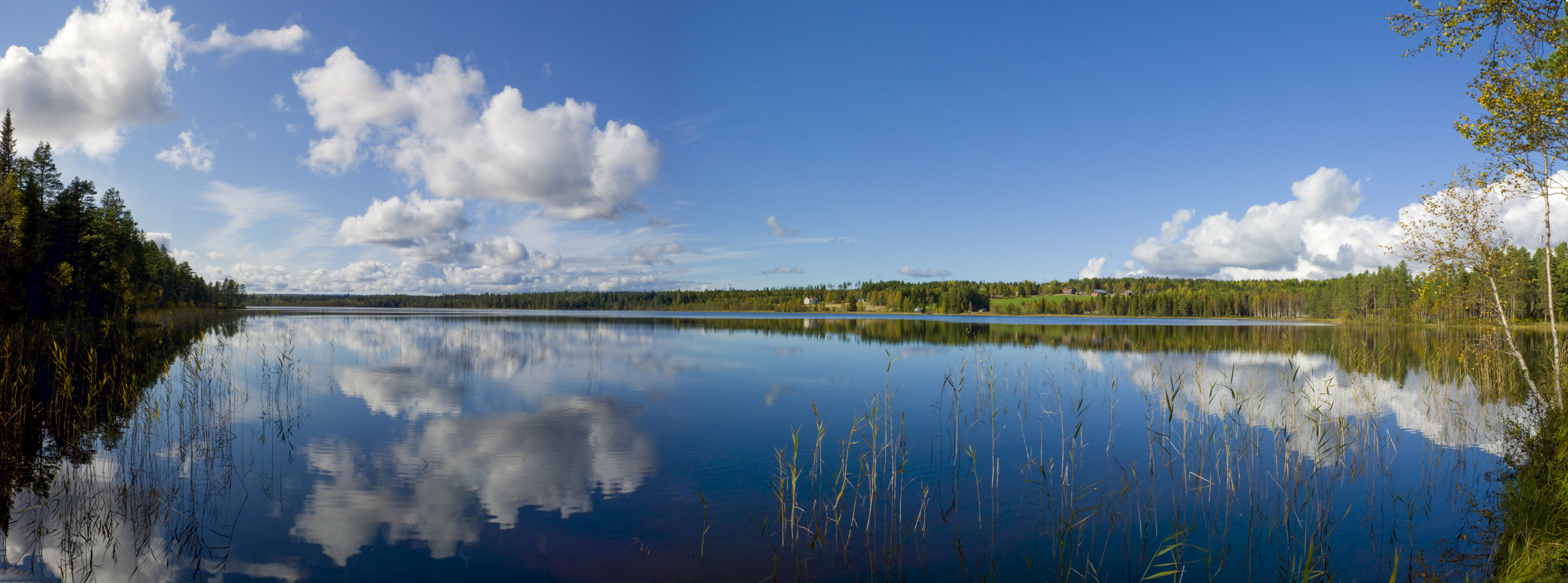
Del av Mörtsjön med byn med samma namn i bakgrunden.

Mörtsjön är en sjö i Krokoms kommun i Jämtland och ingår i Indalsälvens huvudavrinningsområde. Sjön har en area på 0,448 kvadratkilometer och ligger 317 meter över havet.

## Delavrinningsområde
Mörtsjön ingår i det delavrinningsområde (707424-144196) som SMHI kallar för Utloppet av Lövsjön. Medelhöjden är 337 meter över havet och ytan är 7,17 kvadratkilometer. Det finns inga avrinningsområden uppströms utan avrinningsområdet är högsta punkten. Vattendraget som avvattnar avrinningsområdet har biflödesordning 3, vilket innebär att vattnet flödar genom totalt 3 vattendrag innan det når havet efter 255 kilometer. Avrinningsområdet består mestadels av skog (55 procent) och sankmarker (23 procent). Avrinningsområdet har 0,44 kvadratkilometer vattenytor vilket ger det en sjöprocent på 6,1 procent.